# Santa Maria Maggiore (Guardiagrele)
Santa Maria Maggiore ist die Hauptkirche der italienischen Kleinstadt Guardiagrele.
Der Bau stammt ursprünglich aus dem 12. Jahrhundert, weist aber die Stile verschiedener Epochen seines Bestehens auf.  
Ursache dafür ist unter anderem, dass das Hauptgebäude bei einem Brand stark beschädigt wurde. So kommt es, dass der Hauptturm und der Kreuzgang romanische und frühgotische Elemente aufweisen, während der Innenraum des Hauptchors nach dem Brand im Barockstil renoviert wurde. Beeindruckendster Gegenstand aus dieser Zeit ist die aus Holz angefertigte Kanzel im Hauptschiff. Auch im Kreuzgang auf der Nordseite des Schiffs findet man unter einem der Bögen eine barocke Stuckdecke und das Fresko Madonna del Latte.
Unter dem Portikus auf der Südwand der Kirche (Largo Cristoforo) befindet sich ein Fresko aus dem Jahre 1473 von Andrea de Litio. 
In der Kirche befindet sich auch das Dommuseum, in dem unter anderem ein Kreuz ausgestellt ist, das 1431 von Nicola da Guardiagrele geschaffen wurde.

## Bilder

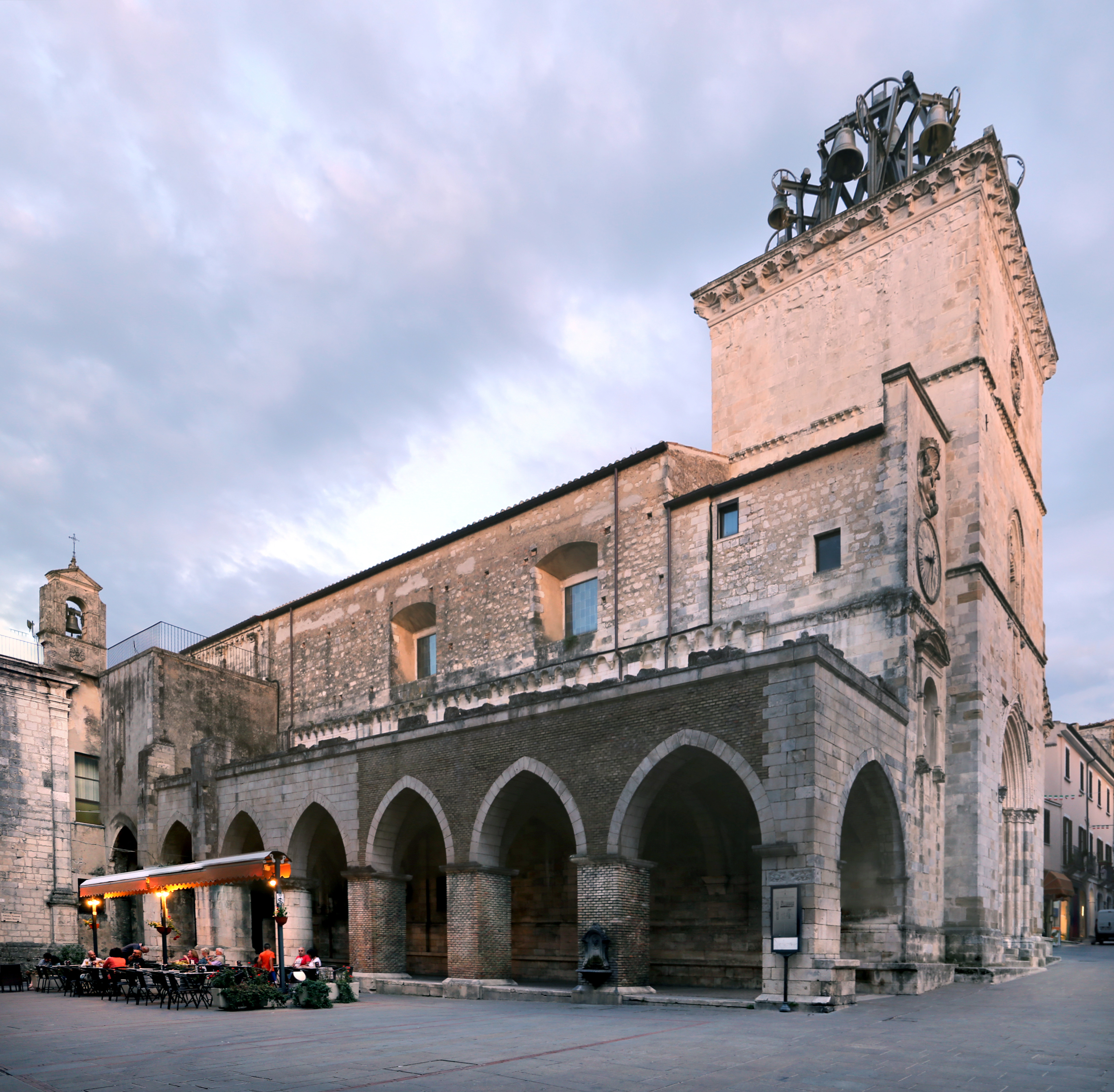
Santa Maria Maggiore von Nordwesten gesehen, links der Kreuzgang
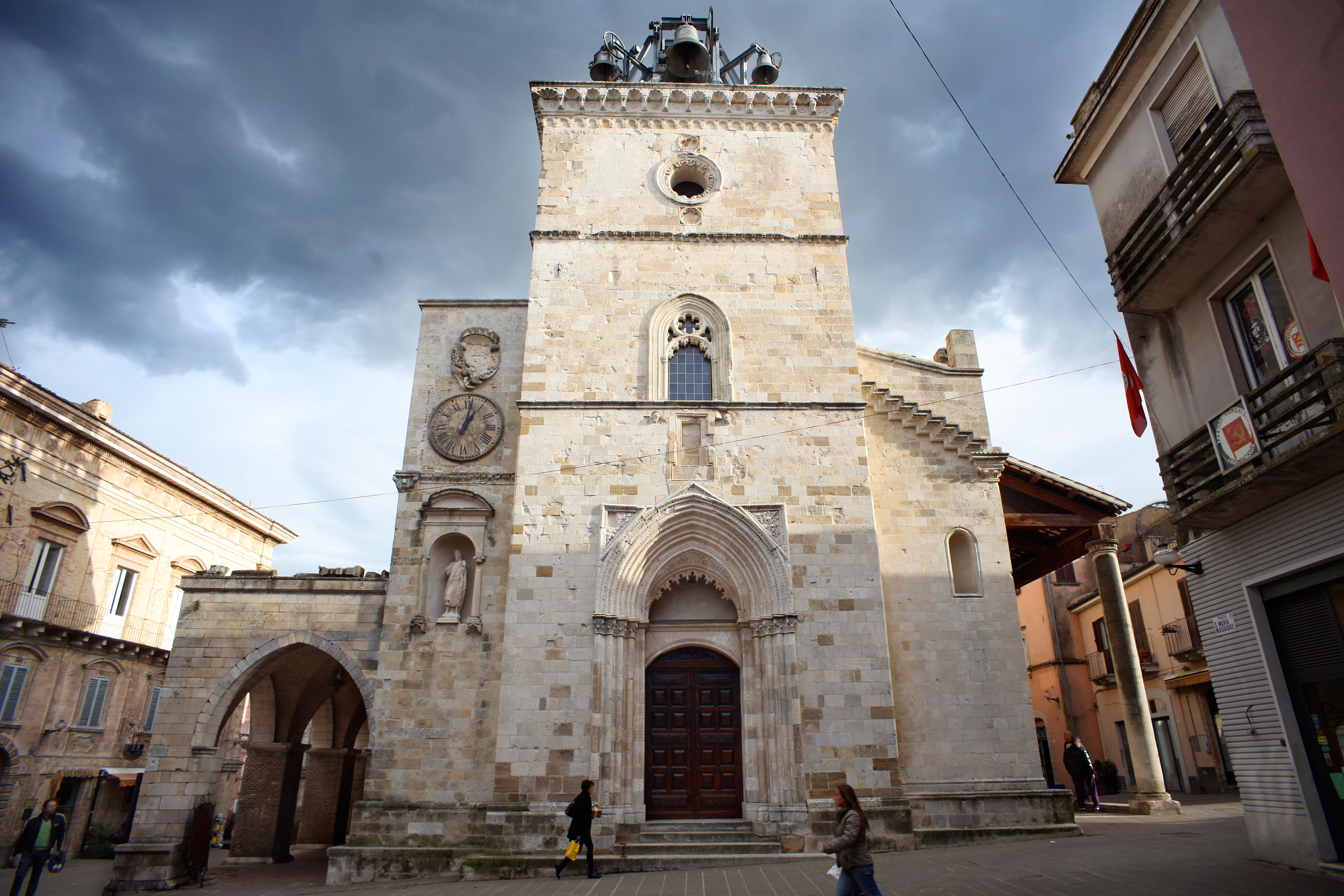
Westseite der Kirche mit dem romanischen Turm
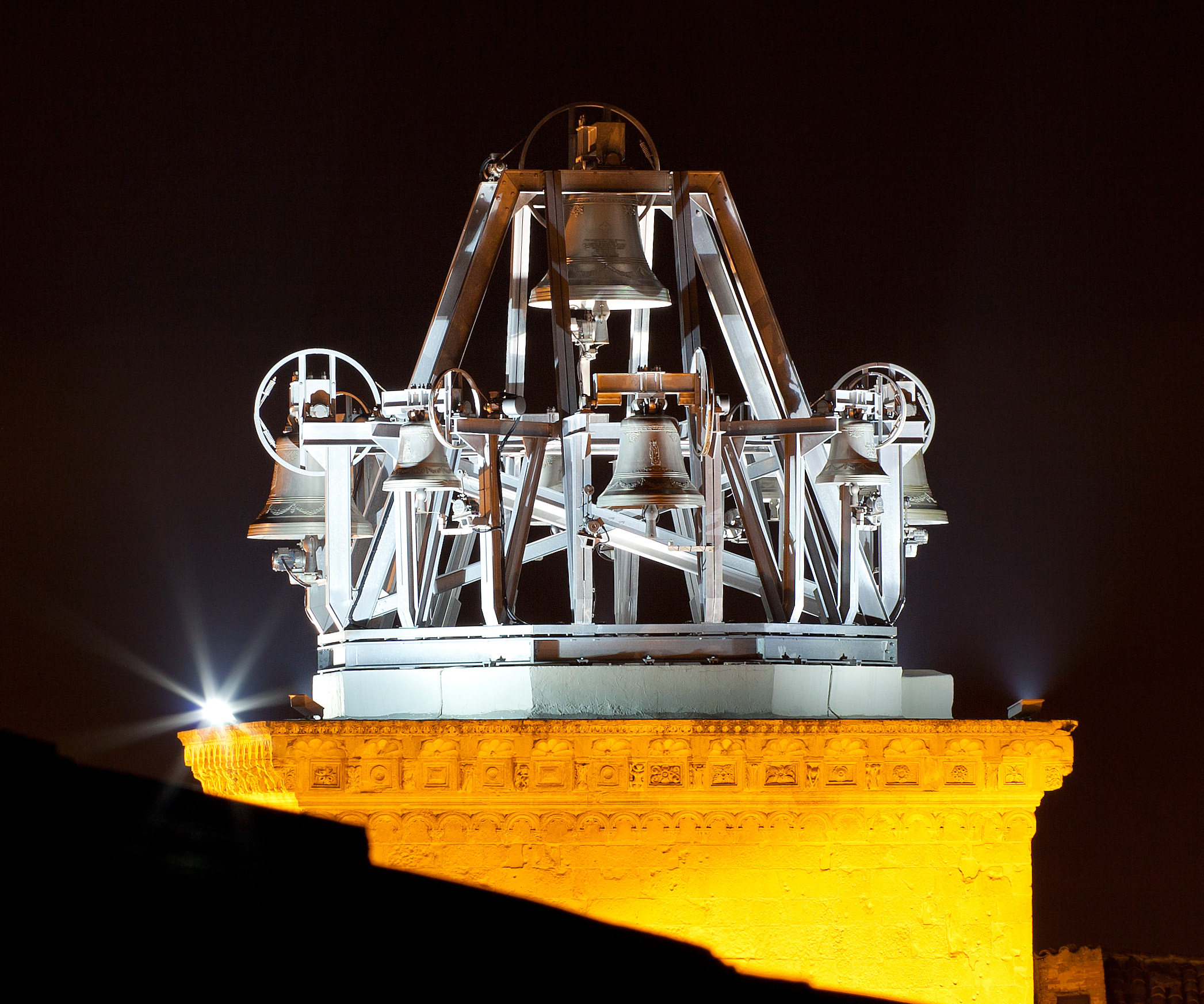
Neuer, freiliegender Glockenstuhl von Santa Maria Maggiore bei Nacht
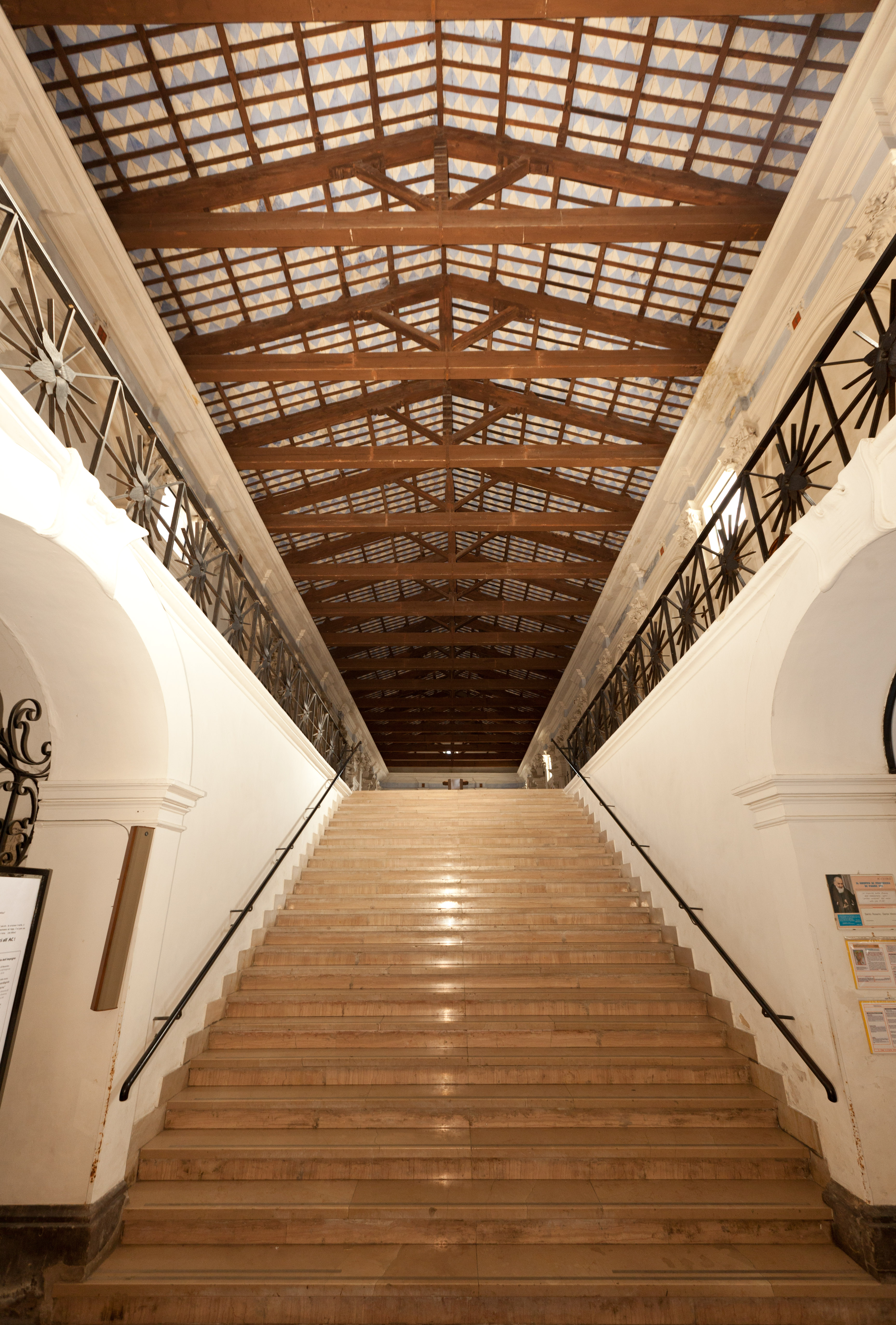
Treppe vom Eingang durch den Turm in den Hauptchor
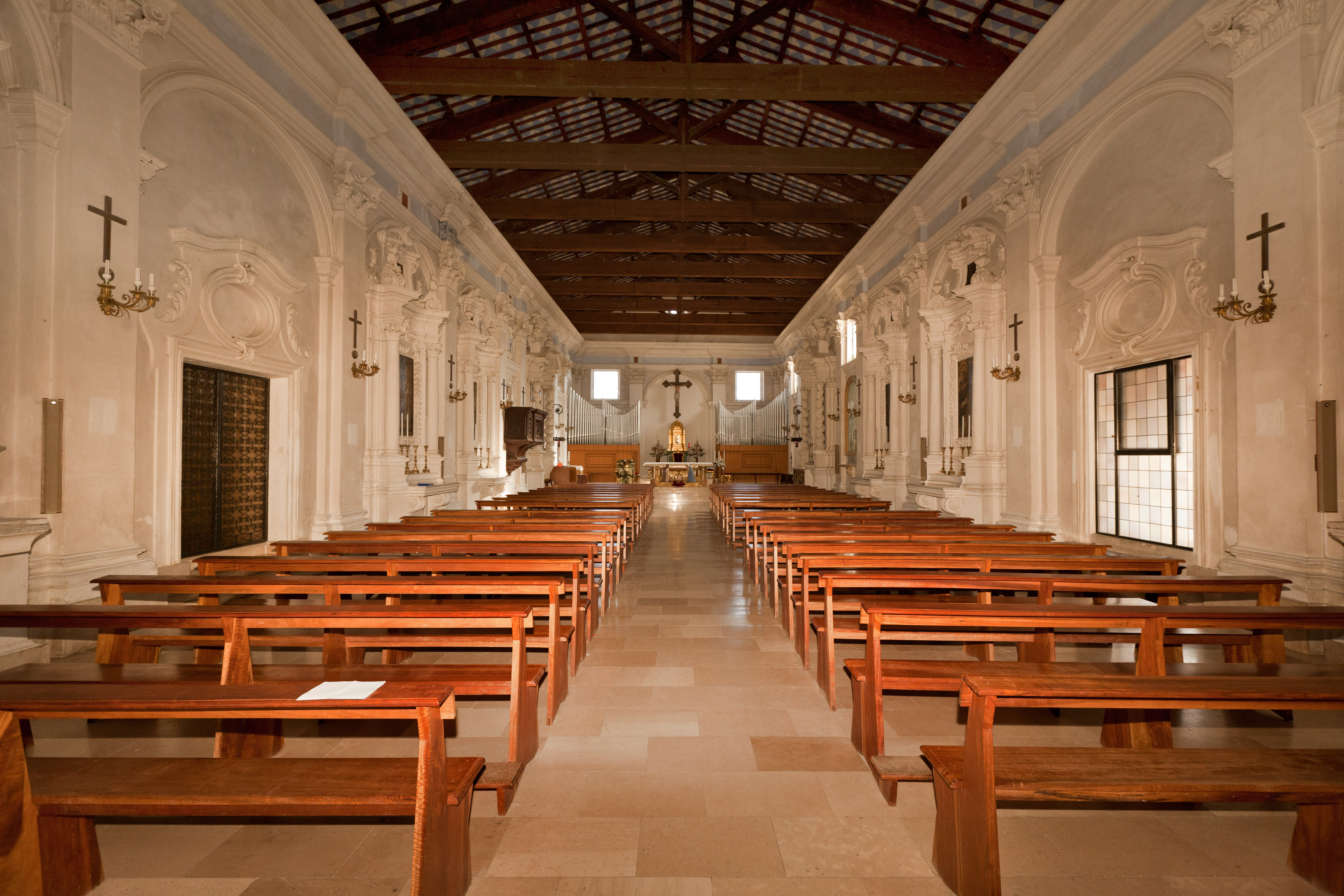
Barocker Innenraum des Hauptchors, links die Holzkanzel
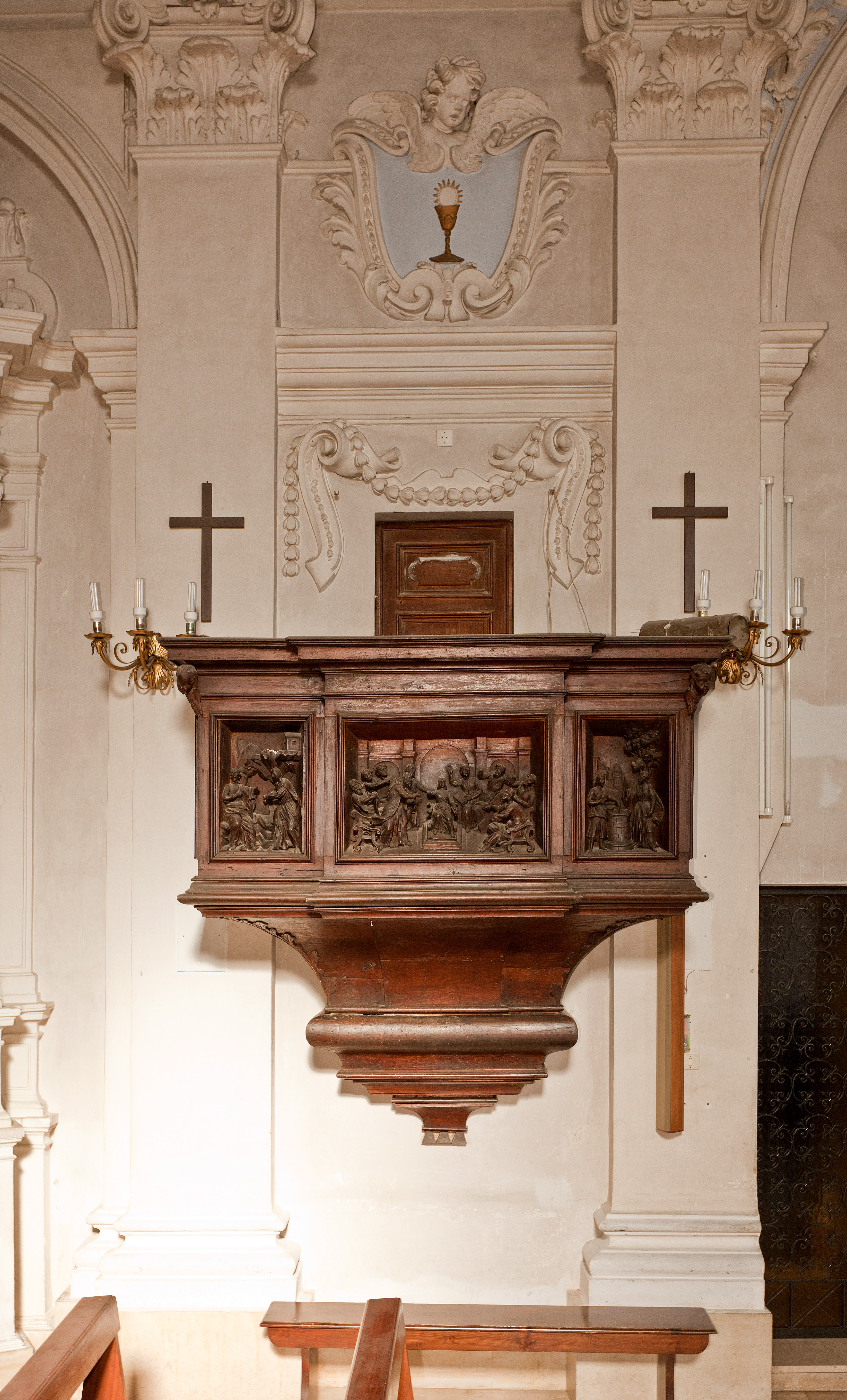
Barocke Holzkanzel
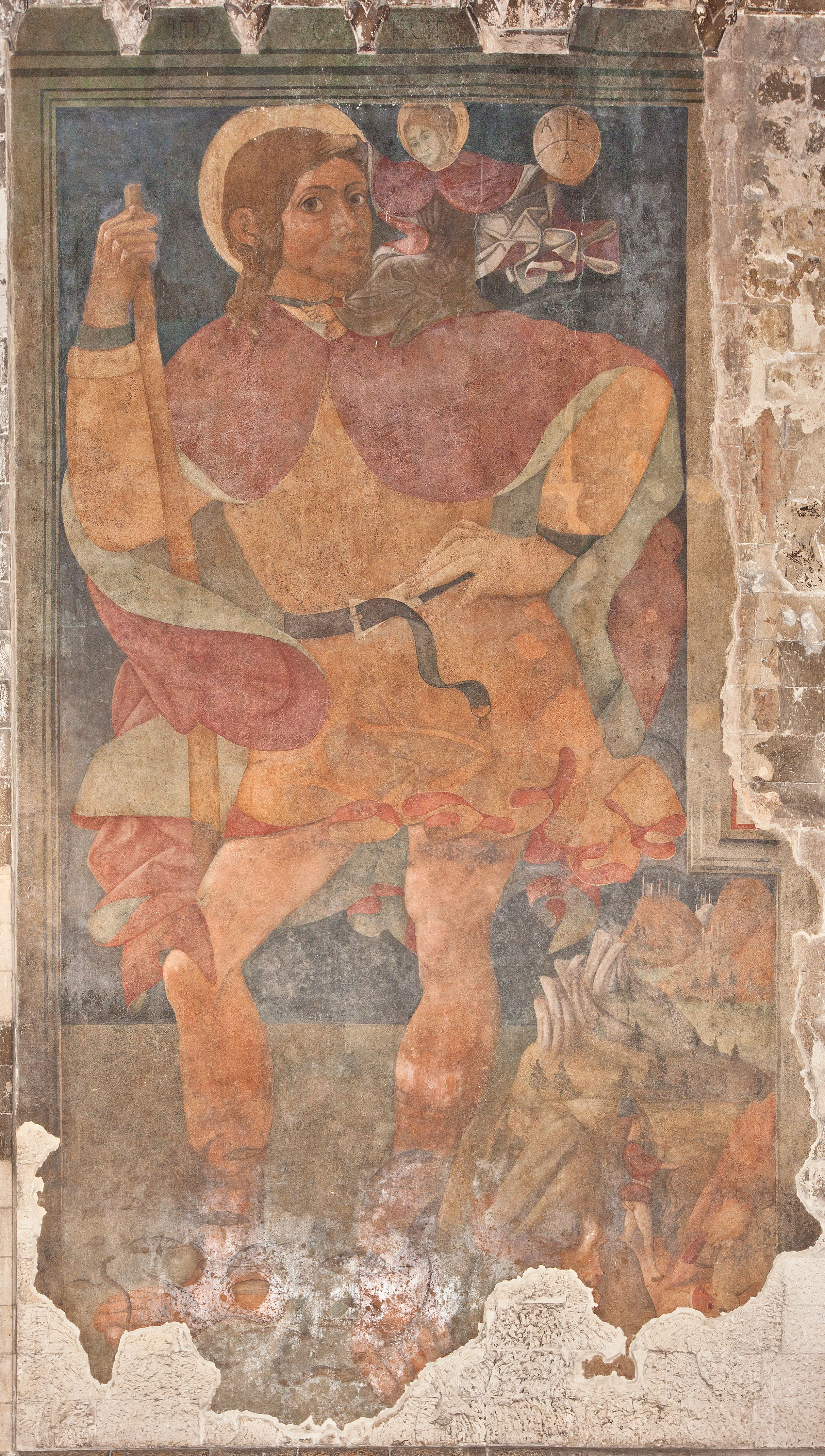
Fresco des heiligen Christophorus von Andrea de Litio (1473)
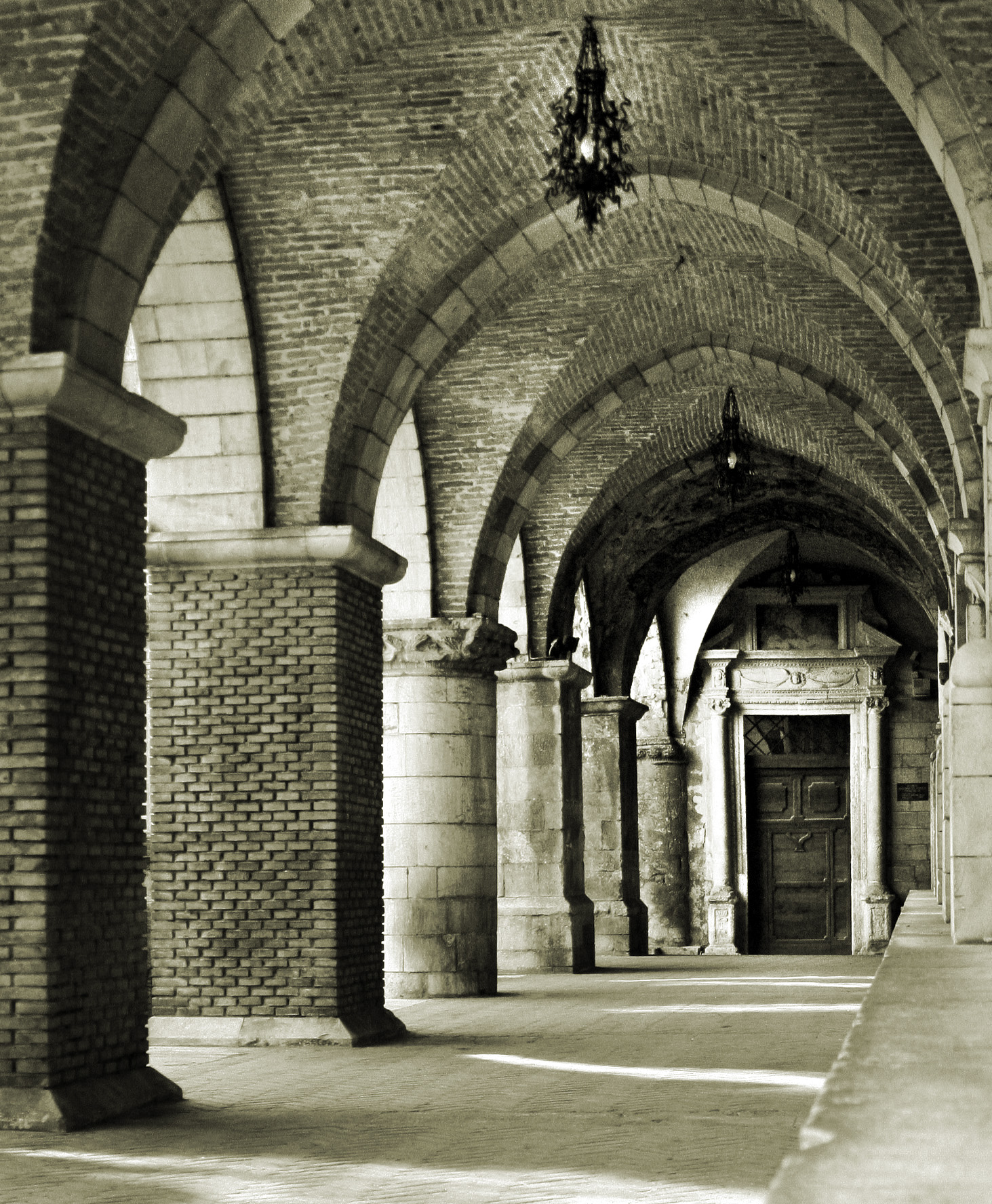
Kreuzgang an der Nordseite des Gebäudes
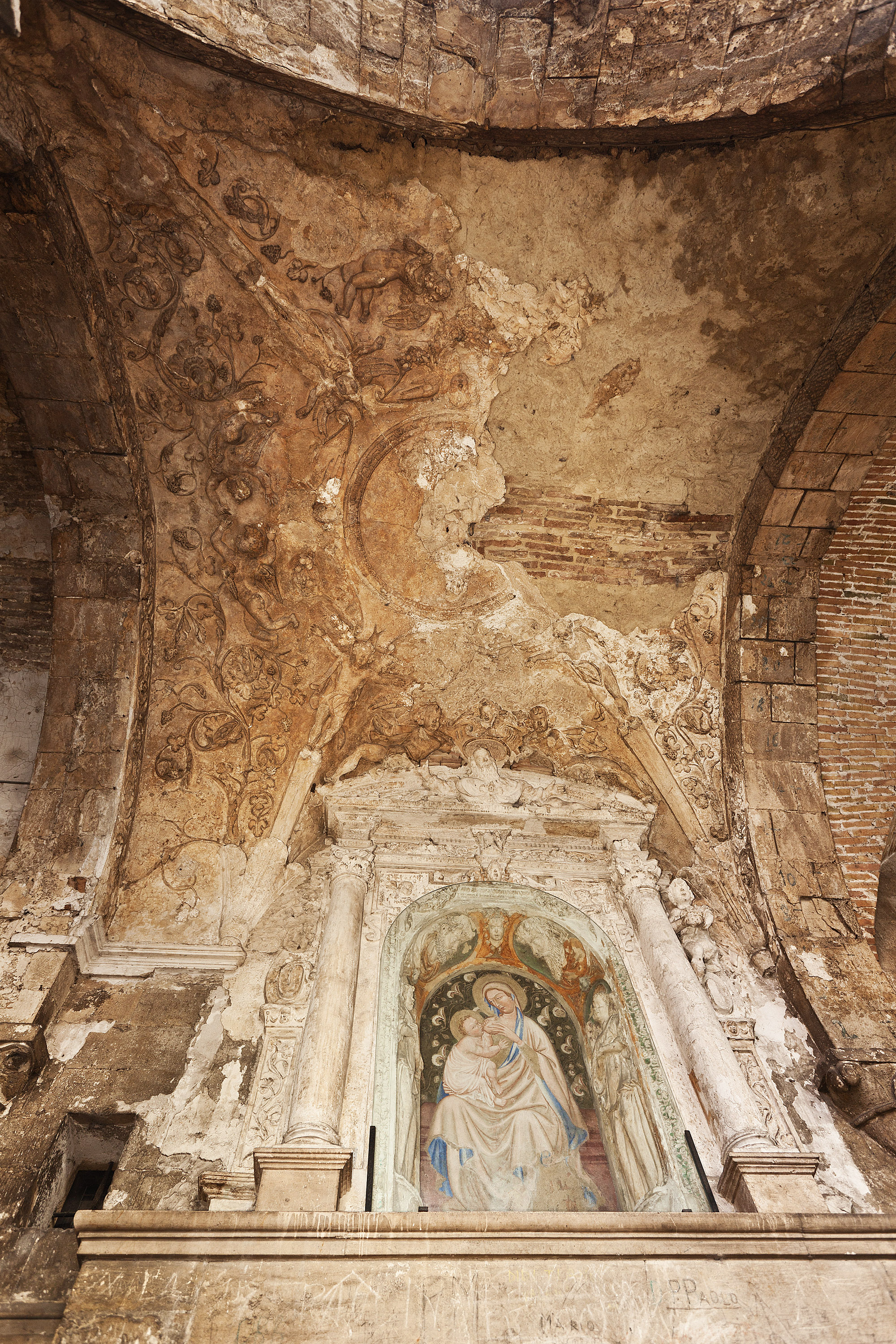
Barockes Fresco Madonna del Latte und Stuckarbeit unter dem nördlichen Kreuzgang
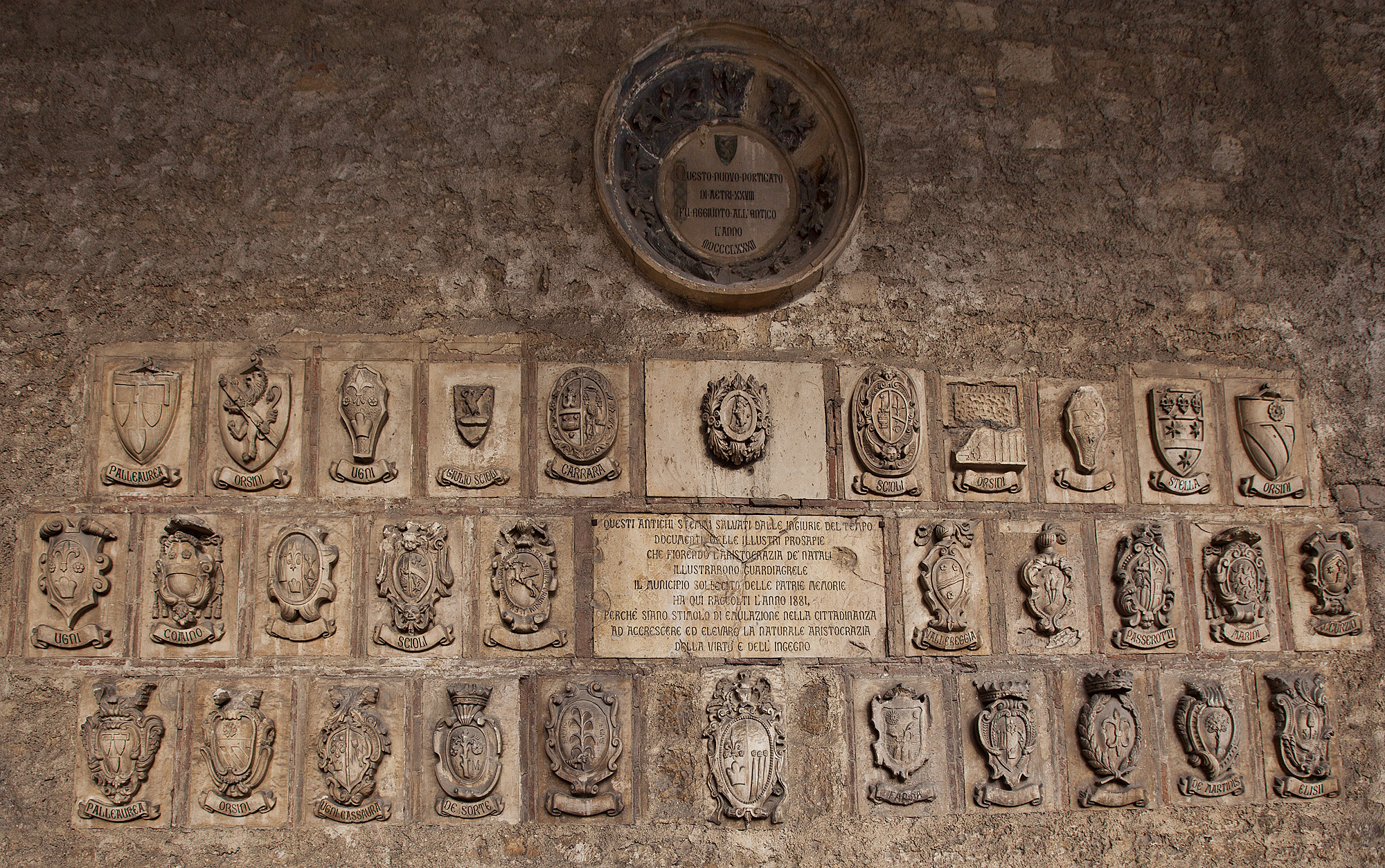
Die Wappen der Adelsfamilien von Guardiagrele unter dem Portikus auf der Südwand (1882)